# Futabatei (cràter)
Futabatei és un cràter d'impacte en el planeta Mercuri de 57 km de diàmetre. Porta el nom de l'escriptor japonès Futabatei Shimei (1864-1909), i el seu nom va ser aprovat per la Unió Astronòmica Internacional el 1976.